# Stop Islamization of America
Stop Islamization of America ( Em tradução livre: Parem com a Islamização da América) é uma organização americana anti-islâmica/anti-muçulmana (ver islamofobia). É liderada por Robert Spencer e Pamella Geller. A presidente é Pamella Hall. A organização também é conhecida pela abreviação SIOA

## Objetivos
A SIOA descreve seus objetivos como promoção dos direitos humanos (por oposição á discriminação contra as mulheres e não muçulmanos pela Sharia), da liberdade religiosa (por oposição á pena de morte islâmica por apostasia) e liberdade de expressão (opondo-se às proibições de blasfémia da  Sharia , lei religiosa islâmica).
Um dos seus fundadores o descreveu como " uma entidade de direitos dedicada à liberdade de expressão, o qual está sob ataque, tal como a liberdade religiosa e os direitos individuais ".

## História
A SIOA foi fundada e é dirigida por Pamella Geller e Robert Spencer como uma iniciativa da Defesa da Liberdade Americana (AFDI). Foi fundada em 2010, a pedido de Anders Gravers Pedersen, líder da organização  Stop Islamization of Europe, do qual a SIOA é filial.
A entidade ganhou visibilidade dentro da polêmica da construção do Park51, (inicalmente chamada Cordoba House),  um edifício de 13 andares projetado para ser um centro comunitário islâmico, localizado apenas a duas quadras do local do World Trade Center, em Manhattan. A organização lançou ofensivas campanhas contra o projeto: " Parem de construir as mesquitas do 11/09 ! " entre outras manifestações.
Em julho de 2010, a organização comprou anúncios de ônibus em várias cidades americanas, promovendo um método que levava as pessoas a "abandonarem o Islã" ("Leaving Islam?"). O texto dos anúncios era: "Uma fatwa sobre a sua cabeça? A sua família ou comunidade estão a ameaçá-la (o)? Tem perguntas? Obtenha as respostas!" - e indicava um site de ajuda. A pena prevista, nos próprios textos islâmicos, e conforme as próprias palavras de Maomé, para apostasia, é a morte (por exemplo, Sahih Al-Bukhari, 4:52:260) - abandonar a religião islamica é correr perigo de vida. Tais anúncios acabaram gerando várias controvérsias. O Conselho de Relações América-Islã (CAIR) criticou duramente o teor das propagandas, afirmando que a alegação de ajudar as pessoas para deixarem de serem islamitas é na verdade a ponta do iceberg de uma ideologia anti-islâmica extremista.
A organização sem fins lucrativos Southern Poverty Law Center rotulou a SIOA como um grupo de ódio anti-muçulmano em fevereiro de 2011, pois seria uma entidade que expõe os muçulmanos moderados como terroristas radicais. Pamela Geller descreveu a designação como  "uma medalha de honra" e mais tarde, em 2015, afirmou á CNN: "Quem designou a Southern Poverty Law Center como uma autoridade legítima? Eles são um grupo de esquerda radical, que tem como alvo patriotas, veteranos e até candidatos republicanos á Presidencia. Nunca nomearam um grupo jihadista como um grupo de ódio."
A liga americana Anti-Difamação também a lista como um grupo de ódio, o qual promoveria uma agenda islamofobica conspiratória, sob o pretexto de combater o islamismo radical e visa despertar os temores públicos consistentemente difamando a fé islâmica, além de falsamente demonstrarem uma conspiração islâmica para destruir os valores "americanos".
A SIOA promoveu uma série de anúncios no metrô de Nova York, em setembro de 2012, dizendo: " Em uma guerra entre os homens civilizados e os selvagens, apoiamos os homens civilizados. Apoiamos Israel. Derrote a Jihad." Vários grupos tem patrocinado anúncios-respostas a propaganda original da SIOA, pois seria um claro "discurso de ódio". O Conselho Judeu de assuntos públicos dos EUA chamou a iniciativa de "preconceituosa" e o presidente da JCPA, o rabino Steve Gutow disse que " o fato foi que os anúncios, mesmo denunciando corretamente os ataques que Israel sofre, não são desculpa para atacar gratuitamente os muçulmanos ". A jornalista egípcia-americana Mona Eltahawy, que vê a propaganda como uma maneira de equiparar os muçulmanos com "selvagens", foi presa por pichar com um spray um dos anúncios. A presidente da SIOA Pamela Hall disse que iria processar Eltahawy por supostamente ter danificado os equipamentos de filmagem de Hall com um spray enquanto ela tentava bloquear o caminho da jornalista. William McGurn, anterirmente escritor de discursos de George W. Bush, escreveu um artigo de opinião no Wall Street Journal apoiando os anúncios, argumentando que "selvagem" era um termo apropriado para os jihadistas, e criticando a "nossa nova doutrina do políticamente correcto".
No final de dezembro de 2012, a maior rede televisa do Catar, a Al-Jazeera, mencionou os anúncios da SIOA e demonstrou uma atmosfera anti-islâmica que teria levado, no dia 27 daquele mês, no assassinato de Sunado Sen, não muçulmano mas hindu, que foi morto atropelado por um trem do metrô depois de ser empurrado para os trilhos por Erika Menendez. Como defesa, Erika disse a polícia: "Eu empurrei um muçulmano no trem por que eu odeio hindus e muçulmanos desde o 11 de Setembro". Contudo, embora de facto tenha havido um aumento de "crimes de ódio" nos EUA contra muçulmanos  na altura dos ataques de 11 de Setembro de 2001, eles têm vindo a decrescer; dados do FBI indicam que os "crimes de ódio" anti judaicos são de longe os mais frequentes Estes últimos são cometidos principalmente por dois grupos, os muçulmanos e os supremacistas brancos, embora não haja estatísticas exactas, que ou não são recolhidas ou não são fornecidas.
No inicio de 2013, a SIOA colocou anúncios em 39 estações do metrô em Nova York mostrando os ataques de 2001 contra o World Trade Center com uma citação do Corão:  "Em breve vamos lançar o terror nos corações dos incrédulos" - "Corão 3:151".  Os anúncios permanceram nos locais por um mês."É a liberdade de expressão, e eu não vou diminuir a  minha liberdade de expressão para não ofender selvagens," disse Geller. "Não consigo imaginar por que alguém iria estar indignado com a verdade, mas esta é a era que estamos a viver."
Em 26 de junho de 2013, o governo do Reino Unido agiu para evitar que Geller e Spencer entrassem no Reino Unido para assistir a um comício organizado pela extrema-direita inglesa. O governo descreveu o casal como " propagadores de mentiras inflamatórias que promovem o ódio " e que " a presença deles não é propício para o bem público".